# عبد السميع بنصابر
عبد السميع بنصابر (2 أغسطس 1986 -) هو قاص وروائي مغربي، وعضو اتحاد كتاب المغرب.

## حياته ونشاته
من مواليد الثاني من أغسطس 1986م بقرية «المعدن الأصفر» بنواحي مدينة مراكش، حاصل على الإجازة في شعبة القانون الخاص بكلية العلوم القانونية والاقتصادية والاجتماعية ابن زهر بأكادير، والإجازة في شعبة الدراسات الإنجليزية بكلية الآداب والعلوم الإنسانية بكلية الآداب واللغات ابن زهر بأكادير، والإجازة في شعبة مهن السينما والكتابة الإبداعية بكلية الآداب واللغات ابن طفيل بالقنيطرة، وماسعر في السيناريو والإخراج بكلية الآداب والفنون بكلية ابن طفيل بالقنيطرة. ويشتغل عبد السميع بنصابر حاليا في قطاع التربية والتعليم في مجال تأليف النصوص المدرسية، إضافة إلى إشرافه على مجموعة من الأنشطة والتظاهرات الثقافية والفنية.

## مؤلفاته
- مجموعة قصصية «حب وبطاقة تعريف» عن مؤسسة جذور للنشر. 2009
- مجموعة قصصية « الرقص مع الأموات» منشورات منارة الوحدة. 2011
- رواية «خلف السور بقليل» منشورات اتحاد كتاب المغرب. 2013
- مجموعة قصصية « السّكابَنْدو» دار الفراشة للنشر والتوزيع. 2016
- رواية «ذيل الثعبان » الدار العربية للعلوم ناشرون 2019
- ثلاث كتب للأطفال « السلطعون الشجاع »؛ « الألوان المشاكسة »؛ « سالم والنملة الحكيمة » عن دار أكاديميا أنترناشيونال 2022.

### الكتب التي شارك في تأليفها[5][6]
- « أنطولوجيا القصة القصيرة جدا » ( منشورات الهيئة العربية لنقاد القصة القصيرة جدا ) 2011
- « المنازل الأولى » ( منشورات وزارة الثقافة ) 2012
- « ما القصة » ( منشورات نادي القصة بالمغرب ) 2015
- « السكابندو» كتاب القصص الفائزة بجائزة عصير الكتب، عن منشورات دار عصير الكتب 2018[7]

### الترجمة
- تُرجمت العديد من نصوصه إلى اللغات: الفرنسية، الإنجليزية، الأمازيغية، الإسبانية.

## جوائز
فاز بعدة جوائز في مجالات القصة والرواية والسيناريو والمسرح منها:
- جائزة أفضل نص مسرحي بالمهرجان الجهوي للمسرح المدرسي بالداخلة سنة 2008.
- جائزة أحسن كلمات نشيد بالمهرجان الجهوي «أصوات» بالداخلة سنة 2010.
- الجائزة الأولى للقصة القصيرة في مسابقة أحمد بوزفور العربية بمشرع بلقصيري سنة 2010
- الجائزة الأولى للقصة القصيرة بملتقى فاس – دورة الزهرة رميج 2010.
- جائزة الإبداع عن جوائز ناجي نعمان العالمية بلبنان سنة 2011 عن المجموعة القصصية «الرقص مع الأموات» 2011.
- جائزة قصص على الهواء عن إذاعة البي بي سي بالاشتراك مع مجلة العربي الكويتية 2011.
- جائزة قصص على الهواء عن إذاعة البي بي سي بالاشتراك مع مجلة العربي الكويتية 2012.
- جائزة السيناريو بالمهرجان الدولي للسينما بالداخلة سنة 2013، عن سيناريو «يوم خارج الجســــد»
- المركز الأول لجائزة حوار الثقافات للقصة القصيرة بالرباط سنة 2013
- تنويه جائزة اتحاد كتاب المغرب عن رواية «خلف السور بقليل» سنة 2013
- لُقب بشخصية السنة في صنف الإبداع الأدبي الشبابي العربي (جريدة المهاجر الأسترالية) 2013
- القائمة الطويلة لجائزة الملتقى الكويتية بالاشتراك مع الجامعة الأمريكيّة بالكويت سنة 2016
- تمثيل الروائيين المغاربة الشباب ضمن أشغال ندوة جائزة البوكر بأبوظبي سنة 2015
- المركز الأول بمسابقة عصير الكتب العربية للقصة القصيرة، بجمهورية مصر العربية 2018
- جائزة غسان كنفاني للقصة، ضمن جوائز فلسطين الثقافية بالمملكة الأردنية 2018
- جائزة المغرب للكتاب في فئة أدب الطفل، عن كتابه "الألوان المشاكسة" سنة 2023